# HD194623
HD194623 — хімічно пекулярна зоря спектрального класу F2, що має видиму зоряну величину в смузі V приблизно  8,7.
Вона  розташована на відстані близько 736,2 світлових років від Сонця.